# Гориздричи
Гори́здричи (бел. Гарыздрычы) — деревня в Кобринском районе Брестской области Белоруссии. Входит в состав Буховичского сельсовета.
По данным на 1 января 2016 года население составило 21 человек в 14 домохозяйствах.

## География
Деревня расположена в 14 км к северо-востоку от города и станции Кобрин и в 60 км к востоку от Бреста.
На 2012 год площадь населённого пункта составила 0,43 км² (43 га).

## История
Населённый пункт известен с XVI века как селение Горездричи. В разное время население составляло:
- 1999 год: 22 хозяйства, 45 человек;
- 2005 год: 19 хозяйств, 36 человек;
- 2009 год: 32 человека;
- 2016 год[2]: 14 хозяйств, 21 человек;
- 2019 год[1]: 16 человек.